# 欧日 (阿登省)
欧日（法語：Auge，法語發音：[oʒ] ⓘ）是法国大東部大區阿登省的一个市镇，属于沙勒维尔-梅济耶尔区。

## 地理
欧日（49°51'38"N, 4°16'13"E）面积4.5 平方千米，位于法国大東部大區阿登省，该省份为法国北部内陆省份，西接埃纳省，南至马恩省，东临默兹省，北与比利时接壤。
与欧日接壤的市镇（或旧市镇、城区）包括：洛尼莱欧邦通、昂特尼、博叙莱吕米尼、弗利尼、塔尔济。
欧日的时区为UTC+01:00、UTC+02:00（夏令时）。

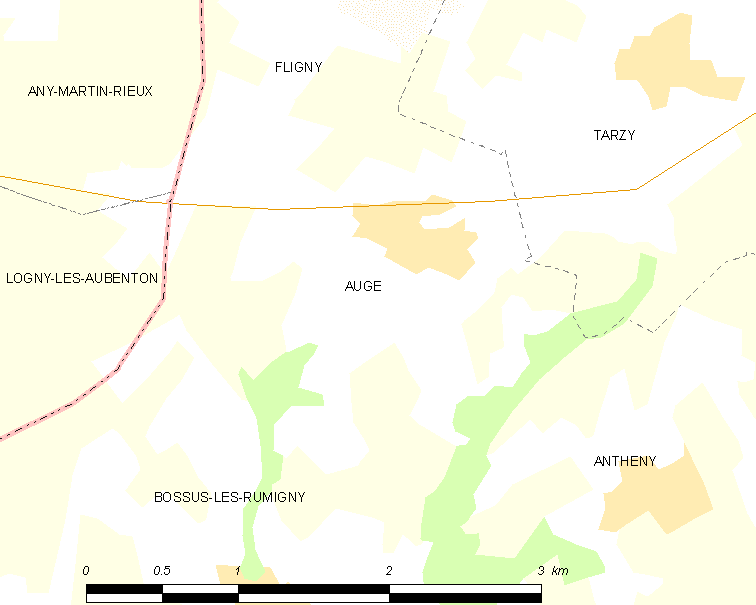
欧日的OSM定位图

## 行政
欧日的邮政编码为08380，INSEE市镇编码为08030。

## 政治
欧日所属的省级选区为罗克鲁瓦县。

## 人口

1962-2008年间欧日人口变化图示

欧日于2022年1月1日时的人口数量为58人。